# Bañobárez
Bañobárez település Spanyolországban, Salamanca tartományban. Bañobárez Olmedo de Camaces, Fuenteliante, Sancti-Spíritus, Castillejo de Martín Viejo és San Felices de los Gallegos községekkel határos. Lakosainak száma 280 fő (2024).

## Népesség
A település népessége az elmúlt években az alábbi módon változott:
| Lakosok száma | 415  | 370  | 369  | 359  | 347  | 321  | 302  | 305  | 286  | 280  |
|               | 2001 | 2004 | 2007 | 2009 | 2012 | 2014 | 2017 | 2019 | 2022 | 2024 |